# Joscha Wosz
Joscha Wosz (* 20. Juli 2002 in Halle (Saale)) ist ein deutscher Fußballspieler. Der Mittelfeldspieler steht beim Halleschen FC unter Vertrag.

## Sportliche Laufbahn

### Vereinskarriere
Wosz spielte zunächst in der Jugend des Halleschen FC. Im Alter von 13 Jahren erfolgte der Wechsel in die Jugendabteilung des Bundesligisten RB Leipzig. Er durchlief von da an alle Jugendmannschaften des Vereins. Mit 15 Treffern war Wosz nach Dennis Borkowski der erfolgreichste Torschütze der U17 von RB Leipzig in der B-Junioren-Bundesliga 2018/19.
Bereits in der Champions League 2019/20 stand er im Kader der Profimannschaft für das Endturnier in Lissabon. Am 3. Spieltag der Saison 2020/21 debütierte Wosz beim 4:0-Heimsieg gegen den FC Schalke 04 in der Bundesliga. Dabei wurde er von Trainer Julian Nagelsmann in der 83. Minute für Angeliño aufs Feld geschickt. Wosz wurde mit diesem Einsatz der jüngste Spieler der Leipziger Bundesliga-Geschichte (18 Jahre und 75 Tage) und löste damit den bis dato Jüngsten, Dayot Upamecano, ab.
Im Dezember 2020 wurde er von RB Leipzig mit einem Profivertrag ausgestattet. Doch insgesamt kam Wosz nur auf drei Kurzeinsätze in der Liga und einen im DFB-Pokal. Um weiterhin Spielpraxis im Profifußball sammeln zu können, wechselte er im Januar 2022 bis Saisonende zu seinem Jugendverein Halleschen FC in die 3. Liga.
Ende August 2022 wechselte Wosz zum Drittligisten SC Verl.
Zur Saison 2024/25 kehrte Wosz erneut zum Halleschen FC zurück, der zuvor in die Regionalliga Nordost abgestiegen war.

### Auswahleinsätze
2018 bestritt Wosz zwei Spiele für die deutsche U17-Nationalmannschaft im KOMM MIT 4-Nationenturnier.

## Trivia
Joscha Wosz ist der Neffe des ehemaligen Profifußballers Dariusz Wosz.